# Травалли, Фодей (футболист, 2001)
Фодей Травалли (англ. Foday Trawally; род. 28 марта 2001, Банжул) — гамбийский футболист, полузащитник клуба «АП Брера Струмица».

## Карьера

### «Пайде»

#### Начало карьеры
Воспитанник гамбийской футбольной академии «Ханс». Позже футболист перебрался в структуру гамбийского клуба «Фортуна». В марте 2019 года футболист перешёл в датский клуб «Вайле», где продолжил выступать на юношеском и молодёжном уровне. В августе 2021 года футболист на правах свободного агента перешёл в эстонский клуб «Пайде». Футболист сразу же отправился выступать за вторую команду клуба, за которую дебютировал 19 августа 2021 года в матче против клуба «Таммека-2». Первым забитым голом футболист отличился 15 сентября 2021 года в матче против таллинского клуба «Калев». За основную команду клуба футболист дебютировал 17 октября 2021 года в матче против клуба «Флора», выйдя на замену на 75 минуте. Дебютный гол за клуб футболист забил 7 ноября 2021 года в матче против клуба «Нарва-Транс». По итогу сезона футболист стал бронзовым призёром чемпионата и Первой лиги.

#### Аренда в «Калев» Таллин

##### Сезон 2022
В феврале 2022 года футболист на правах арендного соглашения присоединился к таллинскому клубу «Калев» до конца сезона. Дебютировал за клуб футболист 1 марта 2022 года в матче против клуба «ФКИ Левадия», выйдя на поле в начале второго тайма. Дебютный гол за клуб футболист забил 10 апреля 2022 года в матче против клуба «Нымме Калью». В матче 27 апреля 2022 года против клуба «Флора» футболист отличился забитым дублем. Своим первым забитым хет-триком футболист отличился 16 августа 2022 года в матче Кубка Эстонии против клуба «Соккернет». Очередным забитым дублем футболист отличился 30 августа 2022 года в матче против таллинского «Легиона». На протяжении сезона футболист был в клубе одним из основных игроков клуба, отличившись 12 забитыми голами во всех турнирах. По итогу сезона футболист вместе с клубом завершил чемпионат на итоговом восьмом месте.

##### Сезон 2023
В начале сезона 2023 года таллинский «Калев» продлил аренду футболиста. Новый сезон футболист начинал в молодёжной команде эстонского клуба, за который в своём первом же матче отличился забитым голом. Первый матч в сезоне за основную команду таллинского клуба футболист сыграл 2 апреля 2023 года против клуба «Варпус», выйдя на замену на 81 минуте. Первыми в сезоне забитыми голами за клуб футболист отличился 13 мая 2023 года против клуба «Варпус», оформив дубль. В следующем матче 20 мая 2023 года против клуба «Курессааре» футболист также отличился забитым дублем. В матче 22 июня 2023 года в рамках Кубка Эстонии против клуба «Вана Хеа Пуур» отличился забитым покером. Очередным забитым дублем за клуб футболист отличился 27 октября 2023 года в матче против клуба «Таммека». Завершил сезон футболист с 14 голами и 2 результативными передачами в своём активе, заняв итоговое предпоследнее место в чемпионате.

### «АП Брера Струмица»
В феврале 2024 года футболист перешёл в турецкий клуб «Тузласпор», подписав контракт до конца июня 2027 года. Так и не дебютировав за клуб, в августе 2024 года футболист ненадолго присоединился северо-кипрскому клубу «Четинкая Тюрк». В феврале 2025 года футболист на правах свободного агента присоединился к северомакедонскому клубу «АП Брера Струмица», подписав контракт до 2026 года. Дебютировал за клуб футболист 16 февраля 2025 года в матче против клуба «Пелистер», выйдя на поле в стартовом составе. Дебютным забитым голом за клуб футболист отличился 19 апреля 2025 года в матче против клуба «Тиквеш». По итогу полуфинальных матчей Кубка Северной Македонии футболист вместе с клубом уступили клубу «Вардар». По итогу сезона футболист вместе с клубом завершил чемпионат на итоговом десятом месте. На протяжении сезона футболист выступал за клуб в роли одного из основных игроков, отличившись забитым голом и голевой передачей.

## Семья
- Брат Бубакарр Травалли (род. 1994) — профессиональный футболист, игрок национальной сборной Гамбии.